# Bâtiment du ministère des Finances du royaume de Yougoslavie
Le bâtiment du ministère des Finances du royaume de Yougoslavie (en serbe cyrillique : Палата Министарства финансија Краљевине Југославије ; en serbe latin : Palata Ministarstva finansija Kraljevine Jugoslavije) est situé à Belgrade, la capitale de la Serbie, dans la municipalité urbaine de Savski venac. Construit entre 1926 et 1928, il est inscrit sur la liste des biens culturels de la Ville de Belgrade. Il abrite aujourd'hui le gouvernement de la Serbie.

## Présentation
Le bâtiment du ministère des Finances du royaume de Yougoslavie, qui abrite aujourd'hui le gouvernement de la Serbie, est situé 22 rue Kneza Miloša. L'immeuble a été construit entre 1926 et 1928 à l'emplacement de l'ancien parc financier. Les plans du bâtiment, ainsi que la construction d'un troisième étage en 1938, sont dus à l'architecte Nikola Krasnov, le plus important des architectes russes ayant travaillé à Belgrade pendant l'entre-deux-guerres.
Le bâtiment est construit sur un plan formant un carré irrégulier et est doté d'une cour intérieure. Les façades sont caractéristiques du style académique, avec des pilastres massifs entre le premier et le second étage. les corniches forment des avancées décorées ; avec l'encadrement des fenêtres et les pilastres, elles contribuent à rythmer la façade et à produire un effet monumental. La partie la plus ornementée est l'angle du bâtiment, dont la verticalité est accentuée par un dôme, lui-même surmonté d'une sculpture en bronze figurant la Yougoslavie ; cette sculpture est l'œuvre de Đorđe Jovanović, qui est aussi l'auteur d'autres représentations figurées de la façade : la Fertilité, avec sa corne d'abondance, les Arts, l'Industrie et Mercure (le dieu du commerce). Le choix de ces motifs illustre la vocation originelle du bâtiment.
Le bâtiment du ministère des Finances du royaume de Yougoslavie constitue un exemple remarquable de l'architecture belgradoise de l'entre-deux-guerres ; il est considéré comme l'œuvre la plus importante de l'architecte Krasnov.